# 위암 장지연상
위암 장지연상은 한말 근대 언론의 선구자이며 국학자인 위암 장지연선생의 유지를 선양하기 위해 한국언론재단과 장지연 기념사업회가 함께 시상하는 상이다. 2005년에 장지연에 대한 친일논란이 있어 한국언론재단은 공동주최와 재정지원을 중단하였다.

## 역대 수상자
| 연도        | 언론                              | 방송                                                            | 한국학                                                               |
| ----------- | --------------------------------- | --------------------------------------------------------------- | -------------------------------------------------------------------- |
| 1993년 4회  |                                   |                                                                 | 마르티나 도이힐러 '조선의 유교화-사회및 이해 체계에 대한 연구' 저자' |
| 1994년 5회  | 정운경 중앙일보 편집위원          | 신봉승 드라마 작가                                              | 한우근 서울대 명예교수                                               |
| 1995년 6회  | 최일남 언론인                     | 표재순 SBS프로덕션 사장                                         | 민영규 연세대 명예교수                                               |
| 1996년 7회  | 홍사중 조선일보 논설고문          | 이년헌 충주MBC사장                                              | 고병익 민족문화추진회 이사장                                         |
| 1997년 8회  | 진철수 문화일보 재미 객원논설위원 | 김재형 KBS 드라마 제작위원                                      | 차문섭 단국대 사학과 명예교수                                        |
| 1998년 9회  | 김영희 중앙일보 대기자            | KBS 한국어연구회                                                | 이기문 서울대 교수                                                   |
| 1999년 10회 | 김상훈 부산일보 사장              | 남성우 KBS TV1국 주간                                           | 황패강 단국대 명예교수                                               |
| 2000년 11회 | 장명수 한국일보 사장              | 엄기영 MBC 보도본부장                                           | 전상운 성신여대 총장                                                 |
| 2001년 12회 | 고려일보                          | 이환경 방송작가                                                 | 안휘준 서울대 고고미술 사학과 교수                                   |
| 2002년 13회 | 권영빈 중앙일보 주필              | PD수첩                                                          | 이기백 한림대 명예교수                                               |
| 2003년 14회 | 수상자 없음                       | 김혜자                                                          | 손보기 연세대 박물관 초빙교수                                        |
| 2004년 15회 | 김선주 한겨레 논설주간            | 그것이 알고싶다                                                 | 이성무 한국정신문화연구원 명예교수                                   |
| 2005년 16회 | 수상자 없음                       | 수상자 없음                                                     | 최근덕 성균관장                                                      |
| 2006년 17회 | 박승준 조선일보 전문기자          | 수상자 없음                                                     | 김완진 서울대 명예교수                                               |
| 2007년 18회 | 배인준 동아일보 논설주간          | 수상자 없음                                                     | 박용옥 3·1여성동지회장                                               |
| 2008년 19회 | 임철순 한국일보 주필              | 수상자 없음                                                     | 정양완 전 한국정신문화연구원 교수                                    |
| 2009년 20회 | 문창극 중앙일보 부사장 겸 대기자  | 수상자 없음                                                     | 원유한 동국대 명예교수                                               |
| 2010년 21회 | 강천석 조선일보 주필 겸 편집인    | 다큐멘터리 '페이퍼 로드'(제작대표 정영화 사계절비앤시 대표이사) | 최완수 간송미술관 한국민족미술연구소 연구실장                        |
| 2011년 22회 | 황호택 동아일보 논설실장          | 최불암                                                          | '                                                                    |
| 2012년 23회 | 김세형 매일경제 주필 겸 논설실장  | '                                                               | 윤병석 인하대 명예교수                                               |

## 특별상
- 1995년 6회 설창수(신경남일보 고문) : 특별공로감사패
- 1999년 10회남승자  KBS 보도본부 해설위원